# Xu Yanwei
Xu Yanwei (徐妍玮S; Shanghai, 14 luglio 1984) è un'ex nuotatrice cinese.

## Carriera
Specializzata nello stile libero, ha vinto la medaglia d'argento nella staffetta 4x200m stile libero alle Olimpiadi di Atene 2004.

## Palmarès
- Giochi olimpici

Atene 2004: argento nella 4x200m stile libero.
- Mondiali

Fukuoka 2001: bronzo nella 4x100m misti.
Barcellona 2003: bronzo nella 4x200m stile libero.
Melbourne 2007: bronzo nella 4x100m misti.
- Mondiali in vasca corta

Mosca 2002: oro nella 4x200m stile libero, bronzo nei 100m, 200m stile libero, nella 4x100m stile libero e nella 4x100m misti.
Shanghai 2006: argento nella 4x200m stile libero e bronzo nella 4x100m stile libero.
- Universiadi

Daegu 2003: oro nella 4x200m stile libero e nella 4x100m misti, argento nei 100m stile libero e bronzo nella 4x100m stile libero.